# Belén Maya
Belén Maya García (Nova Iorque, 1966) é uma dançarina, coreógrafa e educadora de flamenco espanhola.
Filha de Mario Maya, um homem romani considerado um dos dançarinos de flamenco mais inovadores da história espanhola, e Carmen Mora, também dançarina de flamenco. Maya nasceu na cidade de Nova Iorque enquanto seus pais estavam em turnê de apresentações. Começou a dançar ainda jovem e estudou dança clássica, hindu e contemporânea na Itália, Alemanha e Inglaterra. Ela também estudou na escola Amor de Dios em Madrid com professores como Paco Fernández, Goyo Montero, Carmen Cortés, Paco Romero e Rosa Naranjo. Ela ingressou no Ballet Nacional da Espanha e mais tarde se juntou à companhia de seu pai. Em seguida, formou sua própria companhia, fazendo turnê no Japão; depois se juntou à Companhia Andaluza de Dança.
Em 1995, ela foi escolhida para ser a protagonista de "Flamenco", um documentário de Carlos Saura. O diretor escolheu Belén Maya como uma das representantes da nova estética do flamenco. Este filme, originalmente chamado "Flamand", foi um filme notável na filmografia do cante jondo, a forma de canção do flamenco, que teve sua estreia.
Carlos disse: 'não parece flamenco', o que justificou a escolha de colocá-la no cartaz promocional do filme. Desde então, Maya se tornou um ícone da dança de flamenco de vanguarda.
Em 1997, ela formou uma companhia com a cantora Mayte Martín, que se apresentou nos principais festivais em 2002 e 2003.
Ela continuou se apresentando, também estudando com Juan Carlos Lérida.
Em 2014, seu espetáculo "Los Invitados" recebeu o Prêmio da Crítica no Festival de Jerez. Em 2015, ela foi escolhida como a melhor dançarina no "Premios Flamenco Hoy" pela Crítica Nacional de Flamenco.
Maya recentemente parou de se apresentar para se concentrar em palestras sobre flamenco contemporâneo e questões de gênero, especialmente nos Estados Unidos.